# てれび絵本
『てれび絵本』（てれびえほん）は、NHK Eテレで毎週月曜～水曜 午前8:50 - 8:55（JST）に放送されているテレビ番組。

## 概要
1990年4月2日に「母と子のテレビ絵本」のタイトルで15分間の番組として放送開始。主に幼稚園・小学生低学年をターゲットとしていた。
俳優の毒蝮三太夫、加納竜、フランキー堺、蟹江敬三、森川正太、米倉斉加年、下條アトム、秋野太作、堺正章、なべおさみ、高田純次、藤村俊二、女優の白木美貴子、古村比呂、長山藍子、岸田今日子、鷲尾真知子、岩崎加根子、水沢アキ、榊原るみ、長内美那子、宮崎美子、檀ふみ、吉田日出子、また声優の江原正士、野沢雅子、高木均、日髙のり子、富山敬、松金よね子、増山江威子、吉田理保子、北浜晴子、安達忍、白石冬美、玄田哲章らが朗読を担当した。
当初は前半10分間がお話のコーナー、後半5分間が歌のコーナーとなっていた。ただし、シリーズものの場合、歌のコーナーを省略し15分間丸々お話を放送するケースもあった（その場合は『母と子の』が取れた『テレビ絵本』名義で放送）。
1995年度をもって一旦放送終了し、以後、「母と子のテレビ絵本」の一部のお話を不定期で再放送していた。ただし、歌のコーナーが再放送されることはなかった。番組エンディングの最後に画面左上に「おわり 制作・著作/NHK」のクレジットが加わった。
2003年度にタイトル表記を変えて7年ぶりにレギュラー放送が復活した。番組枠は10分間となり、「てれび絵本」にリニューアル後に新規制作された作品は5分で1作品とされ、1回の放送で2作品（1本目は複数週にまたがる中・長編作品、2本目は1話完結型の短編作品を放送）放送していた。2006年度は放送枠が月曜 - 金曜の7:30 - 7:40に移動し、夕方の再放送が廃止された。2007年度は再び月曜 - 金曜の7:25 - 7:35に戻った。2008年度は7:45 - 7:50に移動し、放送時間は5分に短縮された。
まれに絵本朗読以外の内容で放送することもあり、中国で製作されたアニメ『ひょうたん童子』（原題『葫蘆兄弟』）が放送されたこともある。
オープニング・エンディングでは、「母と子のテレビ絵本」時代は『夢のなか』がテーマソングとして流れていた。「テレビ絵本」にリニューアルしてからはオープニングが簡易的なものになり、放送開始直後に画面上に番組タイトルロゴ、画面下にお話のタイトルが表示され、すぐにお話が始まる流れとなった。
2010年7月5日の放送より地上デジタルテレビ放送完全移行への準備の一環として、アナログ・デジタルともレターボックスでの放送となり、4:3で制作された作品についてはOPタイトル映像の繋がりで白のサイドバーになっている。但し、『お願い!編集長』のリクエスト作品「うみのきらきら やまのきらきら」については両サイドがカットされた額縁放送だった。2012年に制作された朗読のない作品以降、16:9のハイビジョンで放送。以降、HD作品が年に数本制作・放送されている。
2010年度より平日8:55 - 9:00に放送されていたが、2013年度は平日6:40 - 6:45に変更され、2014年度に再び平日8:55 - 9:00に戻って、2017年度以降は平日8:50 - 8:55に変更され、2022年度以後は、週の前半・月 - 水曜日のみとなり、「えほん寄席」がレギュラー放送としては終了となった。

## 放送時間の変遷
- 特記事項がない限り、平日は月-金曜日放送

| 年度 | 放送時間（JST）    | 放送時間（JST）       | 放送時間（JST）       | 放送時間（JST） | 放送時間（JST） |
| 年度 | タイトル           | 平日                  | 平日                  | 土曜            | 日曜            |
| 年度 | タイトル           | 朝                    | 夕方                  | 土曜            | 日曜            |
| ---- | ------------------ | --------------------- | --------------------- | --------------- | --------------- |
| 1990 | 母と子のテレビ絵本 | （放送なし）          | 17:25 - 17:40（15分） | （放送なし）    | （放送なし）    |
| 1991 | 母と子のテレビ絵本 | 08:30 - 08:45（15分） | 17:25 - 17:40（15分） | （放送なし）    | （放送なし）    |
| 1992 | 母と子のテレビ絵本 | （放送なし）          | （放送なし）          | （内包番組）    | （放送なし）    |
| 1993 | 母と子のテレビ絵本 | （放送なし）          | （放送なし）          | （放送なし）    | （内包番組）    |
| 1994 | 母と子のテレビ絵本 | （放送なし）          | （放送なし）          | （放送なし）    | （内包番組）    |
| 1995 | 母と子のテレビ絵本 | （放送なし）          | （放送なし）          | （放送なし）    | （内包番組）    |

| 年度 | 放送時間（JST） | 放送時間（JST）              | 放送時間（JST）      |
| 年度 | タイトル        | 平日                         | 平日                 |
| 年度 | タイトル        | 朝                           | 夕方                 |
| ---- | --------------- | ---------------------------- | -------------------- |
| 2003 | てれび絵本      | 07:20 - 07:30（10分）        | （放送なし）         |
| 2004 | てれび絵本      | 07:20 - 07:30（10分）        | 17:30 - 17:35（5分） |
| 2005 | てれび絵本      | 07:25 - 07:35（10分）        | 17:15 - 17:20（5分） |
| 2006 | てれび絵本      | 07:30 - 07:40（10分）        | （放送なし）         |
| 2007 | てれび絵本      | 07:25 - 07:35（10分）        | （放送なし）         |
| 2008 | てれび絵本      | 07:45 - 07:50（5分）         | （放送なし）         |
| 2009 | てれび絵本      | 07:45 - 07:50（5分）         | （放送なし）         |
| 2010 | てれび絵本      | 08:55 - 09:00（5分）         | （放送なし）         |
| 2011 | てれび絵本      | 08:55 - 09:00（5分）         | （放送なし）         |
| 2012 | てれび絵本      | 08:55 - 09:00（5分）         | （放送なし）         |
| 2013 | てれび絵本      | 06:40 - 06:45（5分）         | （放送なし）         |
| 2014 | てれび絵本      | 08:55 - 09:00（5分）         | （放送なし）         |
| 2015 | てれび絵本      | 08:55 - 09:00（5分）         | （放送なし）         |
| 2016 | てれび絵本      | 08:55 - 09:00（5分）         | （放送なし）         |
| 2017 | てれび絵本      | 08:50 - 08:55（5分）         | （放送なし）         |
| 2018 | てれび絵本      | 08:50 - 08:55（5分）         | （放送なし）         |
| 2019 | てれび絵本      | 08:50 - 08:55（5分）         | （放送なし）         |
| 2020 | てれび絵本      | 08:50 - 08:55（5分）         | （放送なし）         |
| 2021 | てれび絵本      | 08:50 - 08:55（5分）         | （放送なし）         |
| 2022 | てれび絵本      | 月-水曜 08:50 - 08:55（5分） | （放送なし）         |
| 2023 | てれび絵本      | 月-水曜 08:50 - 08:55（5分） | （放送なし）         |
| 2024 | てれび絵本      | 月-水曜 08:50 - 08:55（5分） | （放送なし）         |
| 2025 | てれび絵本      | 月-水曜 08:50 - 08:55（5分） | （放送なし）         |

## 代表作品

### シリーズ作品
- こんなこいるかなシリーズ（玄田哲章）※本作は当初おかあさんといっしょ内のコーナーとして放送されていた。こちらで放送されるのは歌のコーナーに続き2例目。
- 日本の昔話シリーズ（増山江威子（かさじぞう）、吉田理保子（てんぐのかくれみの）、北浜晴子（かもとりごんべえ）、安達忍（わらしべ長者）、白石冬美（おむすびころりん））
- オバケちゃんシリーズ（10分版:榊原るみ、5分版=2007年4月から放映:優香）
- ルドルフシリーズ（朗読:毒蝮三太夫）
- きつねの子シリーズ（檀ふみ）
- くすくすもりのなかまたちシリーズ（堺正章）
- ぞくぞく村シリーズ（長山藍子)
- ネッシーのおむこさんシリーズ、ごきげんなすてごシリーズ（小林聡美）
- ヒポポくんシリーズ、フンガくんシリーズ（熊谷真実）
- モンスターホテルシリーズ（江原正士）
- ゆうたくんちのいばりいぬシリーズ（クニ河内）
- 浮世絵えほん 東海道五十三次（市川笑三郎）
一部は金曜日に放送中の「えほん寄席」に代わって放送する場合がある。
- オチビサンシリーズ（安田成美　作・安野モヨコ）初回放送：2014年
1年間をかけて季節ごとに全10回（季節ごとの前後編+「オチビサンのひみつのはらっぱ」前後編）を放送
- しごとばシリーズ（八嶋智人）初回放送：2015年7月
新作があるときは金曜日を除き1週間通して放送

### 単発作品
- 靴はき猫、ブレーメンの音楽隊（斎藤晴彦）
- チャイブスとりんごパンマシーン、チャイブスとゆりかごごう（酒井ゆきえ）
- ともだちは緑のにおい、ともだちは海のにおい（岸田今日子）
- ピンクぺっこん、ピンクとスノーじいさん（加納竜）
- うちゅうスケート（高木均、中村幸介）
- かいじゅうになった女の子（松金よね子）
- かあさんねずみのおくりもの（益田宏美）
- かぐや姫（鷲尾真知子）
- かたあしだちょうのエルフ（蟹江敬三）
- かみなりのちびた（森川正太）
- 川のいし（下條アトム）
- 霧のむこうのふしぎな町（宮崎美子）
- くるみ割り人形（白木美貴子）
- クレヨン王国の十二か月（水沢アキ）
- ケヤキの下に本日開店です（長内美那子）
- じごくのそうべえ（桂九雀）
- 草原～ぼくと子っこ牛の大地（牟田悌三）
- ぞうのアイボリー（古村比呂）
- 空とぶ大どろぼう（藤村俊二）
- そらはだかんぼ（高田純次）
- 小さな町のゆうびんやさん（なべおさみ）
- つきよにごようじん（鈴木ヒロミツ）
- とうすけさん笛をふいて（森本レオ）
- どうぶつえんのいっしゅうかん（山本圭）
- 長い長いお医者さんの話（秋野太作）
- ながいながいペンギンの話（野沢雅子）
- 100万回生きたねこ（岩崎加根子）
- ぽっぺん先生と帰らずの沼（小松方正）
- 魔笛（富山敬）
- むかしむかしおばあちゃんは（吉田日出子）
- むしゃむしゃもぐもぐモグモラン（林屋こぶ平）
- 目をさませトラゴロウ（フランキー堺）
- もうどう犬シェパゴロウ（米倉斉加年）
- やまのくじらとうみのいのしし（小西博之）
- ワニくんのバナナ（日髙のり子）

### その他
- えほん寄席
原則、毎週金曜日に放送
古典的な御伽噺を若手・中堅の落語家が演じる。2006年6月・12月、2007年6月・12月、2008年3月10日〜3月14日、24日〜28日。10分時代は原則として毎週金曜日に放送していた（10分1作品を扱う週を除く）。新作を放送する際は5日間毎日放送していた。
- 朗読のない作品（「北斎えほん、ことば」他）初回放送：2012年
内、3話構成の「北斎えほん」は金曜日に放送中の「えほん寄席」に代わって放送する場合がある。
- 水木しげるの妖怪えほん
2017年6月から10月まで①-⑤が放送され。2018年4月から8月まで⑥-⑩が放送。一部は金曜日に放送中の「えほん寄席」に代わって放送する場合がある。
文・絵：水木しげる
アニメーション：彦すけあ
音楽：青空
語り：佐野史郎
登場人物は、山田とその他の人間。登場妖怪は、①-⑤のOPに「スッポンの幽霊」、「魂」、「シバカキ」、「ナンジャモンジャ」、「油すまし」、「毛羽毛現」、「釣瓶落とし」。①に「一反木綿」、「垢嘗」、「べとべとさん」。②に「袖引き小僧」、「すねこすり」、「河童」。③に「子泣き爺」、「砂かけ婆」、「釣瓶火」、「塗壁」。④に「白坊主」、「豆腐小僧」、「ぬらりひょん」。⑤に「震々」、「座敷童子」、「キジムナー」。⑥に「小豆洗い」、「火取り魔」。⑦に「海坊主」、「タンコロリン」。⑧に「目目連」、「煙羅煙羅」。⑨に「お歯黒べったり」、「倩兮女」。⑩に「ジキトリ」、「アマビエ」。
op部は①-⑤でタイトルロゴをスッポンの幽霊が消し、魂がさまよう墓場を歩く山田をナンジャモンジャとシバカキ見送り、途中で水木しげるがカラスヘリコプターに乗ってきたがすぐ8秒後に消えていった、山田が前を向くと後ろに毛羽毛現が見て、山田がその後ろ向き、そこに油すましが杖で音を立てた瞬間、山田の前に釣瓶落としが落ちてきて、驚いた山田は尻もちをついた後に逃げ出すと言う。⑥-⑩でとある飲食店で山田がカレーライスを食して、その後ろに砂かけ婆がラーメンにこしょうをかけ、水木しげるがバナナを食し、ぬらりひょんが水木しげるが座っている所に座った所にあるお茶一飲した後に去り、その屋上に釣瓶火三体が立ち・山田が座る所の左側にすねこすりが睡眠しているが、水木しげるの後ろにいる油すましが杖で音を立てると、すねこすりが目を覚ます・釣瓶火三体がぶら下がると言う。
  - 水木しげるの妖怪えほん 諸国漫遊編
2021年12月20日‐23日まで全4作放送。語りは佐野史郎が継続。
- 水木しげるの妖怪えほん寄席
「水木しげるの妖怪えほん」と「えほん寄席」のミックス企画。古典落語を水木しげるの妖怪版にしたアニメーション。2021年12月24日に「寿限無」、2022年8月8日に「まんじゅうこわい」が初回放送。
絵：水木しげる
音楽：青空
落語：柳家㐂三郎

## 歌
「母と子のテレビ絵本」では、番組後半の5分間は歌のコーナーとなっていた。
この番組で披露された曲が「おかあさんといっしょ」内で放送されたり、逆に「白いいき」、「はるのかぜ」、「銀ちゃんのラブレター」など「おかあさんといっしょ」のオリジナル曲がこちらで放送されることもあった。さらに、「おかあさんといっしょ」のオリジナル曲が「母と子のテレビ絵本」で放送される際にアニメーションが新規制作され、そのアニメーションがのちに「おかあさんといっしょ」で放送されるというケースもあった。また、このコーナーに「おかあさんといっしょ」のうたのおにいさん・おねえさん（坂田おさむ・神崎ゆう子、速水けんたろう・茂森あゆみ）が出演することがあった。

### 主な楽曲
- ちいさなキタキツネ（「母と子のテレビ絵本」初回で放送）
- どうやるの
- きつねのコンピューター
- 少年の夏

## ビデオ化
ポニーキャニオンとNHKソフトウェア（のちにNHKエンタープライズ）よりビデオソフト（VHS）およびDVDが発売。特に人気の高かった作品が中心となっている。

### VHS
- カバのヒポポくん、カバでかばんのヒポポくん（1991年1月21日発売）
- ルドルフとイッパイアッテナ ①②（1991年1月21日発売）
- どうぶつえんのいっしゅうかん（1991年1月21日発売）
- とうすけさん笛をふいて（1991年3月21日発売）
- チャイブスとりんごパンマシーン、チャイブスとゆりかごごう（1991年3月21日発売）
- きいろいばけつ（1991年3月21日発売）
- かいじゅうになった女の子（1991年9月21日発売）
- ルドルフともだちひとりだち（1991年9月21日発売）
- 長い長いお医者さんの話（1991年9月21日発売）
- こんなこいるかな ①（1992年2月21日発売）
- 目をさませトラゴロウ（1992年5月21日発売）
- ネッシーのおむこさん 、かえってきたネッシーのおむこさん（1992年5月21日発売）
- かみなりのちびた（1992年5月21日発売）
- かぐや姫（1992年9月18日発売）
- 靴はき猫（1992年9月18日発売）
- ブレーメンの音楽隊（1992年9月18日発売）
- こんなこいるかな ②③（1993年2月19日発売）
- ゆうたくんちのいばりいぬ（1993年6月18日発売）
- うちゅうスケート、つきよにごようじん（1993年6月18日発売）
- ワニくんのバナナ、むしゃむしゃもぐもぐモグモラン（1993年6月18日発売）
- くすくすもりのなかまたち（1993年6月18日発売）
- ピンクぺっこん、ピンクとスノーじいさん（1993年9月17日発売）
- オバケちゃん（1993年9月17日発売）
- かあさんねずみのおくりもの、やまのくじらとうみのいのしし（1993年9月17日発売）

### DVD
- あらしのよるにシリーズ ①②③（2005年11月25日発売）
- えほん寄席 満員御礼の巻（2007年3月7日発売）
- えほん寄席 愉快痛快の巻（2007年3月7日発売）
- えほん寄席 抱腹絶倒の巻（2007年4月4日発売）
- えほん寄席 奇想天外の巻（2007年4月4日発売）
- えほん寄席 鮮度抜群の巻（2007年12月19日発売）
- えほん寄席 滋養強壮の巻（2007年12月19日発売）
- えほん寄席 馬力全開の巻（2008年6月27日発売）
- えほん寄席 伸縮自在の巻（2008年6月27日発売）
- えほん寄席 東奔西走の巻（2009年2月4日発売）
- えほん寄席 臨機応変の巻（2009年2月4日発売）

## 関連番組
- おはなしのくに（古典文学に特化したスピンオフ「おはなしのくにクラシック」もある）